# Елена Алістар
Елена Алістар (рум. Elena Alistar, 1 червня 1873, с. Василівка Бессарабської губернії (нині Одеська область, Україна) — 1955, Пучоаса, Народна Республіка Румунія) — молдавсько-румунська суспільно-політичний діячка, феміністка, медик.

## Біографія
Дочка священика. Навчалася в початковій школі в Конгазі. У 1890 році закінчила кишинівське єпархіальне училище. Вчителювала в Кишинівському окрузі.
З 1909 по 1916 навчалася на медичному факультеті Ясського університету.
У роки навчання за націоналістичну діяльність піддавалася арештам царською владою. Вела журналістську роботу. Публікувала статті, спрямовані на об'єднання Бессарабської губернії з Румунією. У 1916 була мобілізована в армію як військовий лікар.
Потім працювала в Костюженській лікарні для божевільних поблизу Кишинева. З 1918 по 1938 керувала кишинівським єпархіальним училищем, викладала гігієну.
Член національної партії Молдови.
У 1918 була обрана депутатом від Бєлгородщини в Сфатул Церій (однією з двох жінок-депутатів, інша — Надія Гринфельд). Стала єдиною жінкою-депутатом парламенту Молдови, що брала активну участь у політичних подіях в Бессарабії, що закінчилися приєднанням 27 березня 1918 Трансильванії і Буковини до Румунії, за яке Алістар голосувала. Серед 139 делегатів різних партій і рухів, вона стала жінкою, яка символізує Бессарабію.
Засновник суспільно-культурної жіночої ліги Бессарабії. Була активним діячем Народної партії, створеної Александру Авереску.

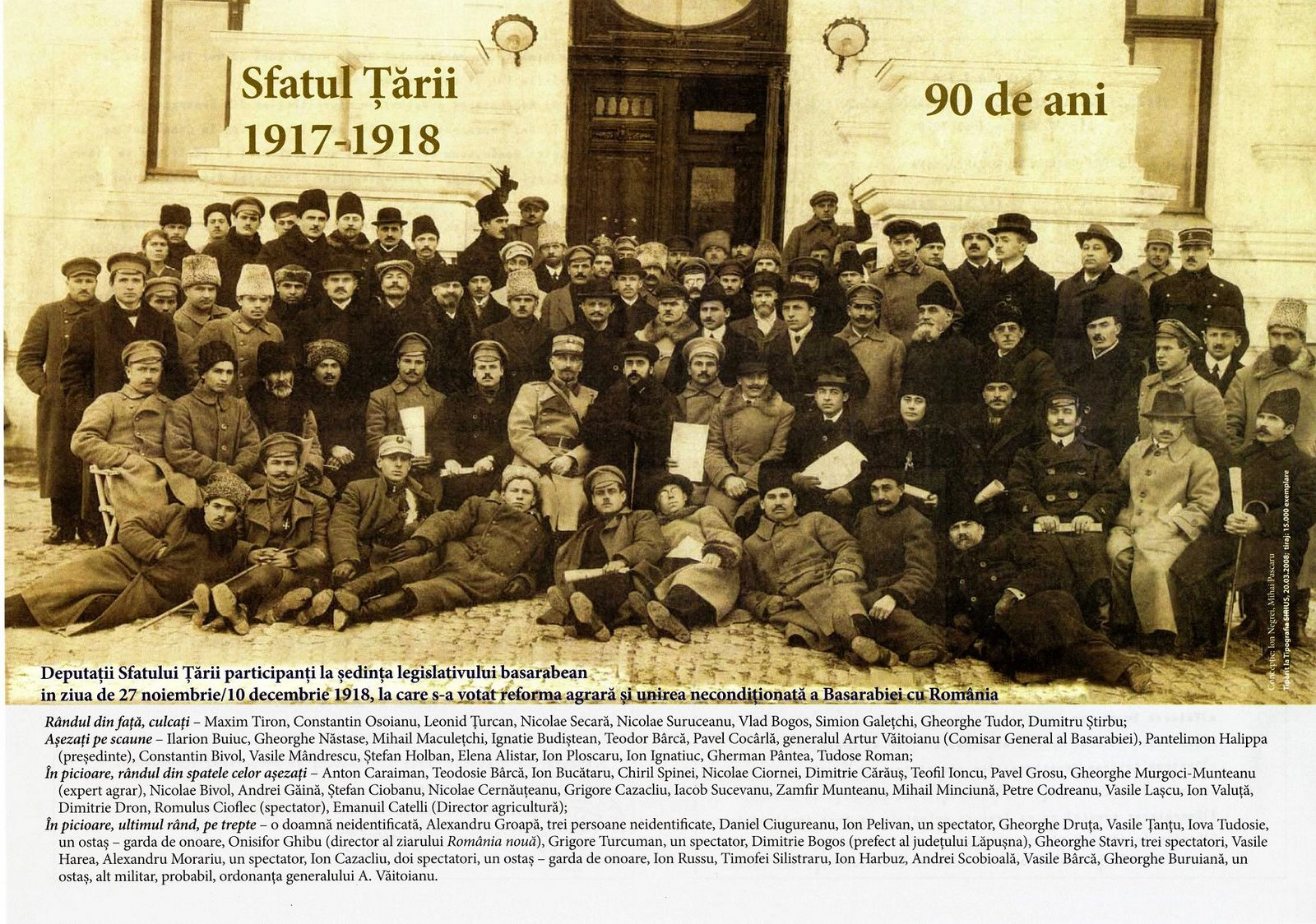
Депутати Сфатул Церій. 27 листопада 1918.

У 1927 заснувала Бесарабсько-румунську жіночу організацію, що діяла з Національною православною спільнотою румунських жінок. Після приєднання Бессарабії до СРСР в 1940 ховалася в Румунії.
Проживши деякий час в Яссах, була заарештована комуністичною владою і відправлена в місто Пучоаса, де і померла в 1955. Її останки були перепоховані на меморіальному цвинтарі Беллу в Бухаресті.